# Rosa Blasi
Rosa Blasi (Chicago, 19 de dezembro de 1972) é uma atriz norte-americana, melhor conhecida pelo papel como Luisa Delgado na série de drama medicinal do Lifetime Strong Medicine (2000 –2006), e também conhecida pelo papel de Barb Thunderman na série da Nickelodeon "The Thundermans".

## Biografia
Blasi nasceu em Chicago, Illinois filha de Rocco e Joyce Blasi. Blasi é classicamente treinada como uma mezzo soprano. ela também vem de uma forte base de teatro; que vão desde o estimado Piven Performance Company, bem como o The Second City, para estrelar em inúmeros musicais e turnês com Kenny Rogers. Rosa Blasi possui duas irmãs (Marina) e (Tasha), e dois irmãos (Michael) e (Rocky).

## Carreira
A estreia de Blasi na televisão como um papel recorrente ocorreu na novela da CBS The Bold and the Beautiful. Logo a seguir, ganhou um papel de protagonista na série da MTV Hitz. Ela logo passou a ser atriz convidada em diversos programas como Frasier, Becker, Caroline in the City, V.I.P., Grown Ups, e Beverly Hills, 90210. Mais tarde ela estrelou o filme do Showtime Noriega: God's Favorite. O filme foi dirigido por Roger Spottiswoode e co-estrelado por Bob Hoskins. O filme foi aclamado pela crítica
Em seu papel de estreia, Blasi estrelou a série de drama do canal Lifetime Strong Medicine de 2000 a 2006, atuando como uma médica que dirige uma clínica pública.  Ela fez uma aparição em "Shootout", um episódio de CSI: Miami de 2005.  O público viu Blasi em seu primeiro papel em um grande filme atuando como a esposa de Bill Pullman em O Grito.
Blasi apareceu durante The Vagina Monologues. Ela foi repetidas vezes convidada para participar de Talk Shows como Politically Incorrect com Bill Maher e The Late Late Show com Craig Kilborn. Ela também interpretou Ronnie Cruz em Make It or Break It. Ela interpretOU Barb Thunderman na sitcom da Nickelodeon The Thundermans e atuou como personagem recorrente em General Hospital. Ela escreveu um livro de memórias intitulado Jock Itch: Desventuras de um aposentado  publicado pela HarperCollins.

## Vida pessoal
Blasi se casou com o Fullback do New York Giants, Jim Finn em 14 de Fevereiro de 2004. Blasi deu à luz seu primeiro filho, uma menina chamada Kaia, em 26 de setembro de 2006. O casal divorciou-se em 2008.
Em 3 de Maio de 2014, Blasi se casou com Todd William Harris. Ela tem uma enteada (do relacionamento anterior de Harris).

## Filmografia
| Ano       | Título                    | Papel              | Notas                                            |
| --------- | ------------------------- | ------------------ | ------------------------------------------------ |
| 1996      | High Tide                 |                    | 2 episódios                                      |
| 1997      | Married... with Children  | Mulher #1          | 1 episódio                                       |
| 1997      | Lost on Earth             | Dawn               | 1 episódio                                       |
| 1997      | Hitz                      | April Beane        | Elenco principal                                 |
| 1998      | Holding the Baby          | Wendy              | 1 episódio                                       |
| 1998      | Frasier                   | Waitress           | 1 episódio                                       |
| 1998      | Becker                    | Carmen             | 1 episódio                                       |
| 1998      | Caroline in the City      | Lana               | 1 episódio                                       |
| 1999      | 90210                     | Clara Covington    | 1 episódio                                       |
| 1999      | Sons of Thunder           | Marita Cortez      | 1 episódio                                       |
| 1999      | Grown Ups                 | Carla              | 1 episódio                                       |
| 1999      | The Drew Carey Show       | Isabel             | 1 episódio                                       |
| 2000      | V.I.P.                    | Cassandra          | 1 episódio                                       |
| 2000-2006 | Strong Medicine           | Dra. Luísa Delgado | Elenco principal                                 |
| 2005      | CSI: Miami                | Ana Garcia         | 1 episódio                                       |
| 2009      | Melrose Place             | Nicolette Sarling  | 1 episódio                                       |
| 2009-2012 | Make It or Break It       | Ronnie Cruz        | Elenco principal                                 |
| 2010      | American Dad!             | Jeanine Winthrop   | 1 episódio                                       |
| 2010      | General Hospital          | Fernanda           | 1 episódio                                       |
| 2010-2011 | The Whole Truth           | Dani               | 2 episódios                                      |
| 2011      | Mr. Sunshine              | Jessica            | 1 episódio                                       |
| 2012      | Hot in Cleveland          | Jessica            | 1 episódio                                       |
| 2013      | Second Shot               | Julia Rivas        | 1 episódio                                       |
| 2013-2018 | The Thundermans           | Barb Thunderman    | Elenco principal                                 |
| 2014      | The Haunted Hathaways     | Barb Thunderman    | Crossover especial de 1 hora com The Thundermans |
| 2018      | Modern Family             | Florence           | 1 episódio                                       |
| 2019-2020 | Team Kaylie               | Kit Konrad         | Elenco principal                                 |
| 2020      | Coop & Cami Ask the World | Nancy Derricks     | 1 episódio                                       |

| Ano  | Título                   | Papel                   | Notas          |
| ---- | ------------------------ | ----------------------- | -------------- |
| 1999 | Avalon: Beyond the Abyss | Carolina Marquez        | Filme para TV  |
| 2000 | Noriega: God's Favorite  | Vicky Amador            | Filme para TV  |
| 2004 | Making Changes           | Deanna                  | Curta-metragem |
| 2004 | O Grito                  | Maria                   |                |
| 2006 | Inseparable              |                         | Filme para TV  |
| 2007 | Fist of the Warrior      | Mulher de preto         |                |
| 2007 | Eight Days a Week        | Randi                   | Filme para TV  |
| 2009 | Friends of Dorothy       | Cameron Lagares         | Curta-metragem |
| 2010 | Next Stop Murder         | Heather                 | Filme para TV  |
| 2012 | Teenage Bank Heist       | Agent Christine Mendoza | Filme para TV  |
| 2016 | Christmas Princess       | Sara                    | Filme para TV  |
| 2020 | Sinister Savior          | Izzie                   |                |